# Blues Annika (musikalbum)
Blues Annika är ett musikalbum från 1980 av Blues Annika. Det utgav på skvbolaget Nacksving (031-28). Tekniker var Johannes Leyman.

## Låtlista
1. Jag bor in en kappsäck
2. På andra sidan ån
3. Ingen känner dig när du är pantad och såld
4. Var kan jag finna denne man
5. Kärlekens spiral
6. Magnum-tango
7. Julaftonsnatt på NK
8. Speed demon
9. Det är så svårt att lägga av
10. Lagen om alltings jävlighet
11. Sjöjungfrun

## Medverkande musiker
- Bengt Blomgren - Gitarr
- Björn Linder - Gitarr, fiol, mandolin
- Hannes Råstam - Bas
- Bertil Goldberg - Piano, orgel
- Kjell Henriksson - Altsax
- Rune Enrenius - Trumpet
- Anders Nostugg - Tenorsax
- Per Melin - Trummor
- Lillemor Håkansson - Kör